# Oswaldo Moreno
Oswaldo Moreno Heredia (Cuenca, 1929 – Quito, 3 de diciembre de 2011) fue un pintor ecuatoriano, destacado entre los principales exponentes de la pintura ecuatoriana del siglo XX.

## Biografía
Nacido en Cuenca, Moreno realizó estudios de pintura en su ciudad natal entre 1945 y 1949 . Allí fue compañero de la acuarelista Eudoxia Estrella.
Moreno Heredia aportó a las artes plásticas ecuatorianas y en su trayectoria formó juventudes. Estudió en Roma y en Florencia, desde fines de 1957 hasta 1966, cuando retornó al Ecuador.
En su trayectoria realizó alrededor de 10.000 obras que están en diferentes partes del mundo.
Falleció de diabetes a los 82 años en Quito. 